# تعويذة تو (فلم)
تعويذة تو فيلم كوميدي مصري من إنتاج سنة 2017. الفيلم من إخراج محمود سليم، وتأليف 	حسام حلمي، وإنتاج عوض ماهر، ومن بطولة شيماء سيف، ومحمود حجازي، ومحمود عزت، وسامي مغاوري، وبدرية طلبة.

## ملخص القصة
- في قالب من الكوميديا والتشويق، يقوم ثلاثة شبان بإنشاء حسابات شخصية مزيفة عبر موقع التواصل الاجتماعي (فيس بوك)، ويتعرف ثلاثتهم على فتاة واحدة، وهو الأمر الذي يقوم في سلسلة لا تنتهي من المفارقات الكوميدية

## طاقم التمثيل
- شيماء سيف
- محمود حجازي
- محمود عزت
- سامي مغاوري
- بدرية طلبة
- رضوى أبو شادي
- نادر الجريتلي
- رامي نادر
- مصطفى درويش
- أيمن قنديل
- أحمد عبد الله محمود
- محمد ثروت
- مصطفى أبو سريع
- محمد أبو الوفا
- كريم أسامة
- نهى صالح

## الإنتاج
كتب حسام حلمي قصة وسيناريو الفيلم، وكان الفيلم من إخراج محمود سليم. المنتج عوض ماهر...